# Белаја Рус
Белаја Рус (рус. Белая Русь, блр. Белая Русь) је политичка странка у Белорусији. Основана је као удружење 2007. године, а 2023. године је прерасла у политичку странку. Странка подржава политику председника државе Александра Лукашенка. На парламентарним изборима 2024. године освојила је 46.40% и 51 мандат.
Председник странке је Олег Романов.